# Alpha Ursae Minoris
Alpha de la Petite Ourse 
 Étoile polaire • Polaire • Polaris • Étoile du Nord
Pour les articles homonymes, voir Étoile polaire (homonymie) et Polaris.
Désignations
Alpha Ursae Minoris (α Ursae Minoris / α UMi, selon la désignation de Bayer) est l’étoile la plus brillante de la constellation de la Petite Ourse. Elle est connue pour correspondre avec une bonne précision à la direction du pôle nord céleste, ce qui lui vaut l’appellation commune d’étoile Polaire ou plus simplement de Polaire. Sa distance angulaire au pôle céleste est aujourd’hui d'environ 0°45'. Du fait de cette propriété cruciale pour le repérage, en particulier dans le contexte de la navigation, toutes les civilisations ou presque lui ont donné un nom traditionnel.

## Nomenclature et histoire et mythologie
Contrairement à ce que suggère son nom latin aujourd’hui approuvé par l’Union astronomique internationale (UAI), Polaris ne vient pas de l’Antiquité, pour la bonne raison que l’étoile située en ce temps-là le plus près du pôle céleste (en latin polus) était κ Draconis. L’adjectif polaris apparaît au XVIe siècle pour qualifier la position d’Alpha Ursae minoris, notamment dans l'expression Stella polaris chez Johannes Stöffler (1504). Polaris est rapidement utilisé comme nom propre, notamment chez Gemma Frisius (1537) à côté de son appellation traditionnelle empruntée aux Arabes, à savoir Alruccabah.
Alruccabah fut introduit autour de l’an mil avec Llobet de Barcelone. Cette appellation s’explique par le déplacement du nom الركبة al-Rukba, « le Genou », qui correspond, dans la représentation gréco-arabe, c’est-à-dire celle que les astronomes arabes ont emprunté aux Grecs au IXe siècle, à l’étoile θ UMa,,.
Autres noms d’origine arabe :
- Algedi est l’arabe الجدي al-Ğudayy, « le Chevreau », noté par Richard Winckley Allen[8]. Dans la mythologie arabe, al-Ğudayy est un personnage divin attesté dans les inscriptions safaïtiques. Selon une légende du désert de Syrie, c’est lui qui est accusé d’avoir tué نعش Nacš, et ses filles (بناته Banāthu) poursuivent leur vengeance dans une ronde éternelle autour du pôle[9].

- Mismar. C'est l'arabe المسمار al-Mismār, « le Clou », nom populaire du pôle en Syrie, selon les écrits du bibliste J. G. Wetzstein, cité par R. H. Allen et R. Laffitte[10],[11].

## Le système Polaris
Alpha Ursae Minoris est une étoile multiple dont les cinq composantes sont : l'étoile principale, Alpha Ursae Minoris Aa (α UMi Aa), une supergéante ; deux compagnons proches, Alpha Ursae Minoris Ab (α UMi Ab) et Alpha Ursae Minoris B (α UMi B) ; et deux composantes éloignées, Alpha Ursae Minoris C (α UMi C) et Alpha Ursae Minoris D (α UMi D).
α Ursae Minoris B a été découverte par l'astronome William Herschel, en 1779. Elle forme, avec α Ursae Minoris A, une binaire visuelle.
α Ursae Minoris C et α Ursae Minoris D ont été découvertes par l'astronome américain Sherburne W. Burnham en 1894.

## L'étoile polaire du nord terrestre
Du fait de sa position quasiment confondue avec la direction de l'axe de rotation terrestre, toutes les autres étoiles du ciel paraissent tourner autour d'elle, et dans l'hémisphère nord elle ne se couche jamais, tandis qu'elle n'est jamais visible dans l'hémisphère sud.
Bien que le processus soit imperceptible à l'échelle d'une vie humaine, le pôle nord céleste change en fait de position au fil des siècles du fait de la précession des équinoxes, c'est-à-dire un lent changement de la direction de l'axe des pôles terrestres sur un cycle de période environ 25 800 ans.
Le pôle nord céleste continue à s'en approcher, à notre époque, jusqu'à atteindre une direction au plus proche de celle de Polaris le 24 mars 2100, après quoi il s'en éloignera pendant les millénaires suivants, jusqu'à en devenir distant d'environ 45°, au maximum. Puis, il sera destiné à s'en rapprocher de nouveau, petit à petit.
Il y a 4 800 ans, l'étoile polaire était Thuban (α Draconis) ; dans un futur lointain, ce sera Véga (α Lyrae).
L'utilité de Polaris comme aide à la navigation (elle s'appelle aussi Stella Maris, étoile de la mer) est attestée depuis les plus anciennes écritures assyriennes. Il est facile de trouver Polaris en suivant la ligne tracée à partir de β Ursae Majoris (Merak) à travers α Ursae Majoris (Dubhe), les deux étoiles au bord droit de la « casserole » caractéristique de la Grande Ourse. On peut aussi, à l'opposé, suivre la portion droite de la pointe centrale du « W » de Cassiopée.
À notre époque, Polaris n'a pas d'équivalent au voisinage du pôle sud céleste ; l'étoile la plus proche du pôle sud céleste, σ Octantis, est très peu lumineuse. Cependant la Croix du Sud pointe vers le pôle sud et est utilisée pour le repérer (quoiqu'avec moins de précision qu'avec Polaris pour ce qui concerne le pôle nord).

## Distance

La parallaxe stellaire est la base de définition du parsec, qui est la distance entre le Soleil et un objet astronomique qui a un angle de parallaxe de une seconde d'arc (1 ua et 1 pc ne sont pas à l'échelle, 1 pc = environ 206265 ua).

Beaucoup d'articles récents situent la distance de Polaris à environ 433 années-lumière (133 parsecs), en accord avec les mesures de parallaxe du satellite astrométrique Hipparcos. Les mesures de distance plus anciennes étaient souvent légèrement plus faibles, et des recherches récentes basées sur une analyse spectrale à haute résolution suggèrent qu'elle pourrait être jusqu'à 100 années-lumière plus proche (à 323 al, soit 99 pc). Polaris est la variable céphéide la plus proche de la Terre et ses paramètres physiques sont d'une importance critique pour l'ensemble des échelles de distance en astronomie. C'est aussi la seule avec une masse mesurée dynamiquement.
| Année | Distance, al (pc)   | Notes              |
| ----- | ------------------- | ------------------ |
| 1993  | 433 al (133 pc)     | Hipparcos          |
| 2006  | 330 al (101 pc)     | Turner             |
| 2008  | 359 al (110 pc)     | Usenko & Klochkova |
| 2013  | 323 al (99 pc)      | Turner, et al.     |
| 2014  | >=385 al (>=118 pc) | Neilson            |
| 2015  | 346 al (106 pc)     | Fadeyev            |

Le satellite Hipparcos a utilisé la parallaxe stellaire pour faire des mesures entre 1989 et 1993 avec une précision de 0,97 milliseconde d'arc (970 microsecondes d'arc), et il a obtenu des mesures précises des distances stellaires jusqu'à 1000 pc de distance. Les données d'Hipparcos ont été ré-examinées avec des techniques de correction d'erreur et des techniques statistiques plus avancées. Malgré les avantages de la technique astrométrique d'Hipparcos, l'incertitude de ses données pour Polaris a été soulevée et certains chercheurs ont mis en doute la précision d'Hipparcos lors de la mesure de céphéides binaires comme Polaris. Le traitement des données d'Hipparcos spécifiques à Polaris ont été réexaminées et réaffirmées mais il n'y a toujours pas d'accord global sur la distance.
La future avancée majeure dans les mesures de parallaxe de haute précision viendra de Gaia, une mission spatiale d'astrométrie lancée en 2013 et conçue pour mesurer les parallaxes stellaires jusqu'à une précision de 25 microsecondes d'arc (μas). Il n'était pas prévu que Gaia soit capable de faire des mesures sur des étoiles brillantes telles que Polaris, mais il peut être utilisé pour des mesures sur d'autres membres d'associations présumées et à une échelle de distance galactique. Les radiotélescopes ont également été utilisés pour réaliser des mesures précises de parallaxe à de grandes distances, mais ils nécessitent la présence d'une source radio compacte en association étroite avec l'étoile, ce qui est typiquement le cas pour des supergéantes froides avec des masers dans leur matière circumstellaire. Gaia a été lancé en décembre 2013 et a commencé à enregistrer des données en juillet 2014.
Bien qu'il fût initialement prévu de limiter les observations de Gaia aux étoiles plus faibles que la magnitude 5,7, des tests réalisés lors de la phase de mise en service ont montré que Gaia pourrait identifier automatiquement des étoiles aussi brillantes que la magnitude 3. Quand Gaia est entré en opération scientifique régulière en juillet 2014, il a été configuré pour traiter automatiquement les étoiles dans la plage de magnitude 3 – 20. Au-delà de cette limite, des procédures spéciales sont utilisées pour récupérer les données de balayage brutes des 230 étoiles restantes, plus brillantes que la magnitude 3 ; des méthodes pour traiter et analyser ces données sont en cours de développement ; et on s'attend à ce qu'il y ait une "couverture complète du ciel du côté brillant" avec des écarts-types de "quelques dizaines de µas".
La détermination de la distance précise de Polaris est importante pour l'échelle des distances cosmiques parce que, jusqu'à ce que de nouvelles données arrivent, elle est la seule variable Céphéide pour laquelle des données précises de distance existent, ce qui a un effet de décalage sur les mesures de distance qui utilisent cette "règle".

## Caractéristiques physiques
Polaris est une variable céphéide supergéante, avec deux compagnons plus petits.
Elle avait commencé à se distinguer de toutes les autres étoiles variables en 1899 au moins (premières mesures précises). À cette époque, sa magnitude apparente (luminosité), variait d'environ un dixième, sur un cycle de quatre jours, soit une variation d'éclat d'environ 25 %. Puis, l'amplitude de cette variation a commencé de diminuer, lentement d'abord, puis de plus en plus rapidement.
Le journaliste scientifique Serge Jodra, a révélé en juin 1994 un fait bizarre et toujours peu connu des astronomes — ou en tout cas non commenté : en 1994, la luminosité de l'étoile s'est complètement stabilisée. Les variations de luminosité de Polaris semblent toutefois suivre un rythme complexe. Elles ont d’ailleurs progressivement repris et sont en augmentation.

## Dénominations
Polaris est le nom propre de l'étoile qui a été approuvé par l'Union astronomique internationale le 20 juillet 2016. Parmi les nombreux noms de Alpha Ursae Minoris, il y a celui d'origine grecque Kinosura, ou Cynosura (réminiscence du fait que la constellation initiale dont faisait partie cette étoile était un chien), ainsi que Yilduz, Mismar, Navigatoria, Tramontana, Phoenice (allusion à sa nature circumpolaire), Polyarnaya, et Alruccaba, parfois orthographié Alruccabah ou Al'rukaba.

## Histoire
Alpha Ursae Minoris, en tant qu'étoile toujours visible de l'hémisphère nord et astre le plus brillant de la constellation de la Petite Ourse, est connue depuis la Préhistoire.
Le 4 février 2008, la NASA diffuse la chanson Across the Universe à travers la Voie lactée pour fêter le 40e anniversaire de son enregistrement. La chanson voyagera à la vitesse de la lumière pendant trois ou quatre siècles pour atteindre sa destination visée, Alpha Ursae Minoris.